# Гарни (кратер)
Гарни — кратер на Марсе, в котором были найдены следы воды.
НАСА и геологическая служба США дали такое название кратеру 24 апреля 2015 года, в честь армянского поселка Гарни. На склонах кратера Гарни на Марсе периодически появляются темные узкие полосы протяжённостью до нескольких сотен метров, которые предположительно образуются потоком соленой воды в жидкой форме.
В Институте космической астрономии в Гарни под руководством Григора Гурзадяна были созданы орбитальные астрономические обсерватории Орион-1 и Орион-2, здесь прошли предполетную подготовку около 40 космонавтов. В июле 2001 года на территории института в Гарни был открыт музей космоса. В ноябре 2015 года этот музей с обогащенной экспозицией был переоткрыт, но в Ереване. Музей включает экспонаты, относящиеся к работе специалистов Армении в космических проектах, приборы, побывавшие в космосе, документы.